# Parc national de Mosi-oa-Tunya
Le parc national Mosi-oa-Tunya est situé à une dizaine de kilomètres de Livingstone, au sud de la Zambie. Il abrite une partie des chutes Victoria, classées au patrimoine mondial depuis 1989.